# 1435
1435 (MCDXXXV) je bilo navadno leto, ki se je po julijanskem koledarju začelo na soboto.

## Dogodki
- ustanovljena Velika horda (razpadla 1502)
- 31. december - podpisan je Brestkujavski mir, ki je končal poljsko-tevtonsko vojno.

## Rojstva
Neznan datum
- Jošida Kanetomo, japonski šintoistični teolog († 1511)
- Martin Truchsess von Wetzhausen, 34. veliki mojster tevtonskih vitezov († 1489)

## Smrti
- 2. februar - Ivana II., neapeljska kraljica (* 1371)
- 24. september - Isabeau Bavarska, francoska kraljica (* 1370)
- 9. oktober - Paweł Włodkowic, poljski pravnik (* 1370)
- 13. oktober - Herman II., celjski grof (* 1361)

Neznan datum
- Čeng He, kitajski pomorščak in raziskovalec (* 1371)
- Francesco di Valdambrino, italijanski (sienski) kipar (* 1363)